# Frosinone Calcio
Frosinone Calcio – włoski klub piłkarski z siedzibą w mieście Frosinone w Lacjum, założony 5 marca 1906 jako Unione Sportiva Frusinate i reaktywowany w 1991.
Frosinone po raz pierwszy w historii było blisko awansu do Serie B w sezonie 2004/2005, jednak przegrało barażowy dwumecz z AC Mantova. W kolejnym sezonie Kanarki wywalczyły pierwszy, historyczny awans do Serie B. W rozgrywkach zasadniczych Serie C1/B zajęły drugie miejsce (za Napoli Soccer) i w barażach pokonali kolejno AC Sangiovannese i US Grosetto FC.
W sezonie 2014/2015 Frosinone Calcio, mimo pozycji beniaminka rozgrywek wywalczyło awans do najwyższej klasy rozgrywkowej we Włoszech, po raz pierwszy w historii. Występowała tam zaledwie przez rok, bowiem po zajęciu 19. miejsca w Serie A spadła o jeden poziom ligowy niżej. Powrót na najwyższy szczebel zajął dwa lata, kiedy to na koniec sezonu 2017/2018 udało się pokonać w barażu decydującym o awansie zespół US Palermo.